# Academia Internațională de Genealogie
Academia Internațională de Genealogie (International Academy of Genealogy) este o organizație internațională cu sediul la Paris. Înființată la 22 septembrie 1998 în cadrul unei întruniri constitutive de la  Torino, Italia. la inițiativa cercetătorului francez Jean-Marie Thiébaud, academia are scopul de a încuraja și coordona studiile genealogice la nivel internațional și de a organiza colocvii și întâlniri internaționale cu scopul de a ridica genealogia la nivelul unei ramuri importante a cercetărilor sociale.
Academia are membri titulari, numiți academicieni, al căror număr este limitat la 100 și membri asociați, al căror număr este nelimitat.
România este reprezentată în academie de Ștefan S. Gorovei și Maria Magdalena Székely, cu rangul de academicieni, și Dan Cernovodeanu ca membru asociat. Genealogistul Paul Păltănea a fost și el academician. 